# اروینگ دیویس
اروینگ دیویس (انگلیسی: Irving Davis; ۱۲ دسامبر ۱۸۹۶ – ۲۷ ژوئن ۱۹۵۸) بازیکن فوتبال اهل ایالات متحده آمریکا بود.
وی همچنین در تیم ملی فوتبال ایالات متحده آمریکا بازی کرده‌است.